# Павони, Рикардо
Рика́рдо Э́льбио Паво́ни (исп. Ricardo Elvio Pavoni Cúneo; род. 8 июля 1948, Монтевидео) — уругвайский футболист, выступавший на позиции левого полузащитника. Является одним из самых выдающихся игроков аргентинского клуба «Индепендьенте», в составе которого с 1965 по 1976 год он провёл свыше 400 матчей и пять раз становился победителем Кубка Либертадорес. В составе сборной Уругвая Павони принял участие в чемпионате мира 1974 года.

## Биография

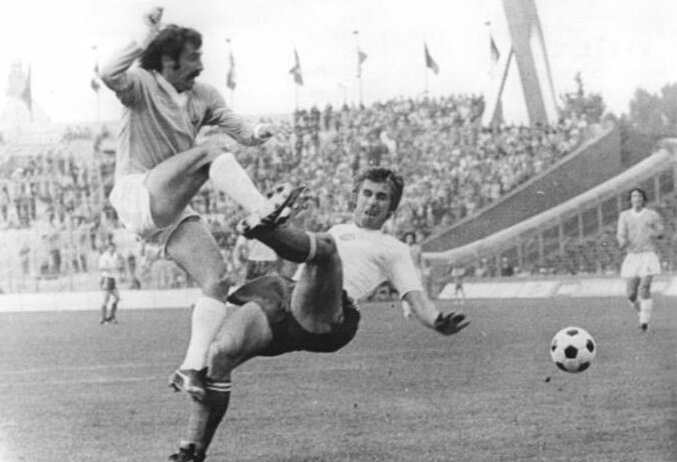
Павони в матче ЧМ-1974 против Болгарии.

Павони начал профессиональную карьеру в «Дефенсоре» в 1960 году. Первые четыре года карьеры прошли для Павони без особого успеха, он даже признавался, что думал о завершении карьеры футболиста. В 1965 году Павони пригласил аргентинский «Индепендьенте», чтобы закрыть позицию левого полузащитника, где серьёзную травму получил соотечественник Рикардо Томас Ролан. Дебют получился очень успешным, новичок быстро влился в основной состав и стал лидером команды. В первый же сезон уругваец помог «Индепендьенте» сохранить звание обладателя Кубка Либертадорес, завоёванного «Красными дьяволами» в 1964 году (однако он не играл в трёх финальных матчах).
Наиболее успешной для Павони и «Индепендьенте» стала первая половина 1970-х годов, когда клуб из Авельянеды установил рекорд турнира — 4 подряд победы в розыгрышах Кубка Либертадорес. Во всех кампаниях Павони был лидером своей команды. В 1973 году вместе с «Рохос» стал обладателем Межконтинентального кубка.
Через год Павони принял участие в чемпионате мира в ФРГ. Турнир сложился неудачно для уругвайцев, которые не сумели выйти из группы. Единственный мяч в ворота сборной Болгарии (1:1) за все три игры сумел забить именно Павони. Всего за Селесте Павони провёл с 1962 по 1974 год 13 матчей, в которых забил 2 гола.
Завершил карьеру в 1976 году, сыграв за «Индепендьенте» 423 матча и забив 57 голов. Длительное время работал в структуре «Индепендьенте», тренируя молодёжные и детские команды. Дважды возглавлял «Индепендьенте» в качестве главного тренера — в 1995 и 2010 году. В последнем случае исполнял обязанности главного тренера совместно с Франсиско Са.

## Достижения
- Чемпион Аргентины (3): 1967 (Насьональ), 1970 (Метрополитано), 1971 (М)
- Обладатель Кубка Либертадорес (5): 1965, 1972, 1973, 1974, 1975
- Обладатель Межамериканского кубка (3): 1973, 1974, 1976
- Обладатель Межконтинентального кубка (1): 1973